# Tunel nad Okapem Pierwszy
Tunel nad Okapem Pierwszy, Tunel nad Okapem I, Schronisko nad Okapem I – jaskinia na wzgórzu Winnica w Tyńcu. Pod względem administracyjnym znajduje się w Dzielnicy VIII Dębniki w Krakowie, pod względem geograficznym na Wzgórzach Tynieckich na Pomoście Krakowskim, w makroregionie Bramy Krakowskiej. Wzgórza te włączone zostały w obszar Bielańsko-Tynieckiego Parku Krajobrazowego.

## Opis obiektu

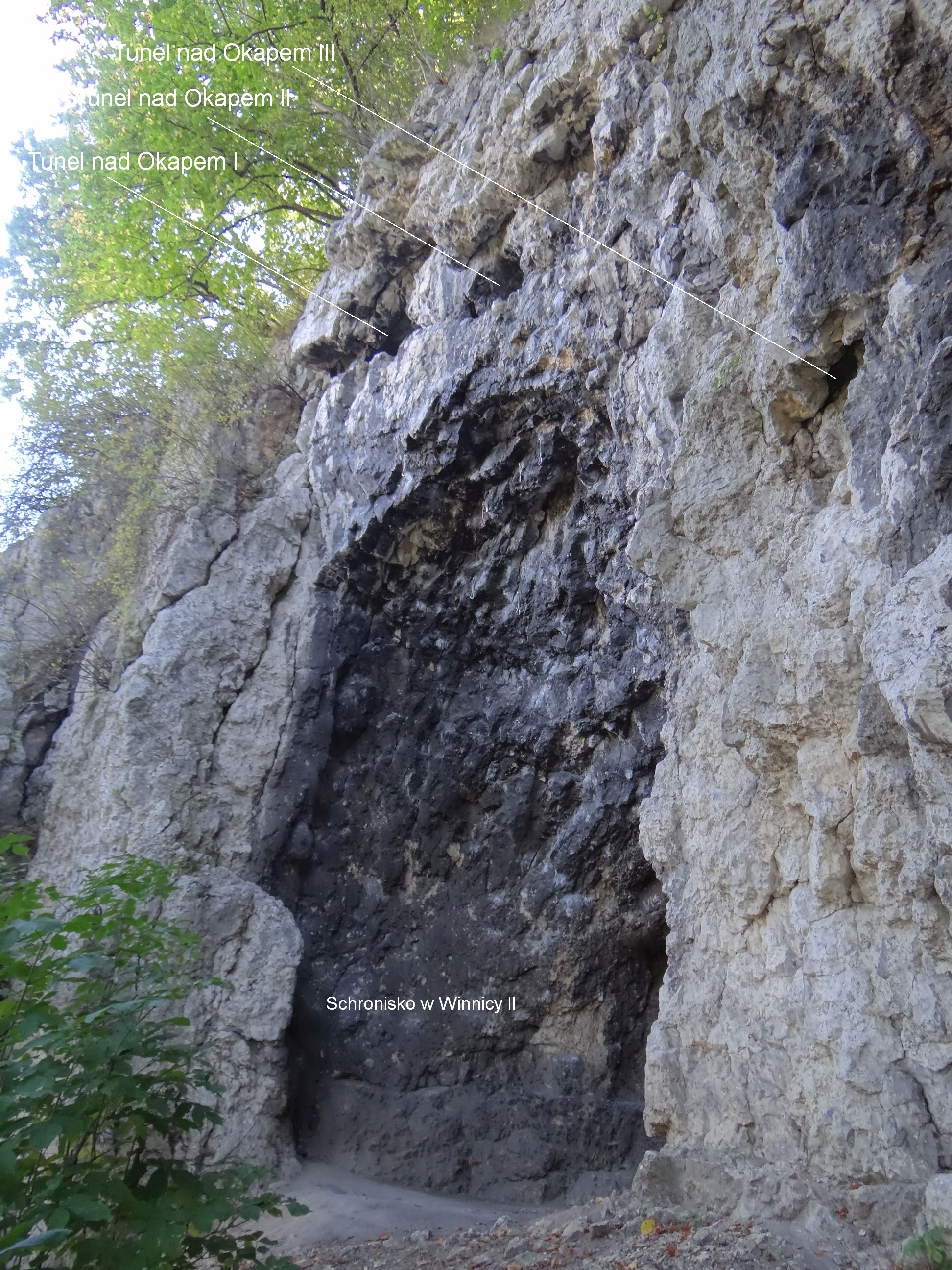
Schronisko w Winnicy Drugie i okap z otworami trzech jaskiń

Jaskinia znajduje się w skale Skurwysyn, z tyłu za restauracją „Tarasy Tynieckie”. Z parkingu przy restauracji widoczny jest duży, czarny okap tej skały. Pod okapem znajduje się Schronisko w Winnicy Drugie, a nad okapem trzy trudno zauważalne otwory jaskiń Tunel nad Okapem Pierwszy, Tunel nad Okapem Drugi i Tunel nad Okapem Trzeci. Lewy (północny) otwór to otwór Tunelu Pierwszego. Znajduje się on w pionowej ścianie na wysokości 10 m nad podstawą skały. Dostać się do niego można trudną wspinaczką (VI.3–VI.5 w skali polskiej).
Otwór jaskini ma wymiary 1,5 × 1m. Ciągnie się za nim dość obszerny korytarz, po 5 m dochodzący do progu o wysokości 3 m. Za progiem korytarz pod kątem 900 skręca w prawo i zamienia się w wąską szczelinę, dla człowieka możliwą do przejścia tylko na krótkim odcinku.
Jaskinia wytworzyła się w wapieniach skalistych z jury późnej. Są w niej dobrze zachowane grzybki naciekowe. Namulisko skąpe, w tylnej części jaskini piaszczyste, w przedniej kamieniste. Jaskinia jest sucha, widna tylko do zakrętu, za zakrętem jest ciemna. Występują w niej pająki, obserwowano także ślady drobnych ssaków.

## Historia
Początkowa część jaskini była zapewne odwiedzana przez wspinaczy – tuż przy jej otworze zamontowany jest ring. Nie była jednak w literaturze wzmiankowana. Po raz pierwszy opisali ją M. Pruc i T. Kościelniak w sierpniu 1999 roku. Oni też opracowali jej dokumentację i plan. W 2000 r. w inwentarzu jaskiń Wyżyny Śląsko-Krakowskiej obiekt został wymieniony jako Schronisko nad Okapem I. 